# Lucho, luego existo

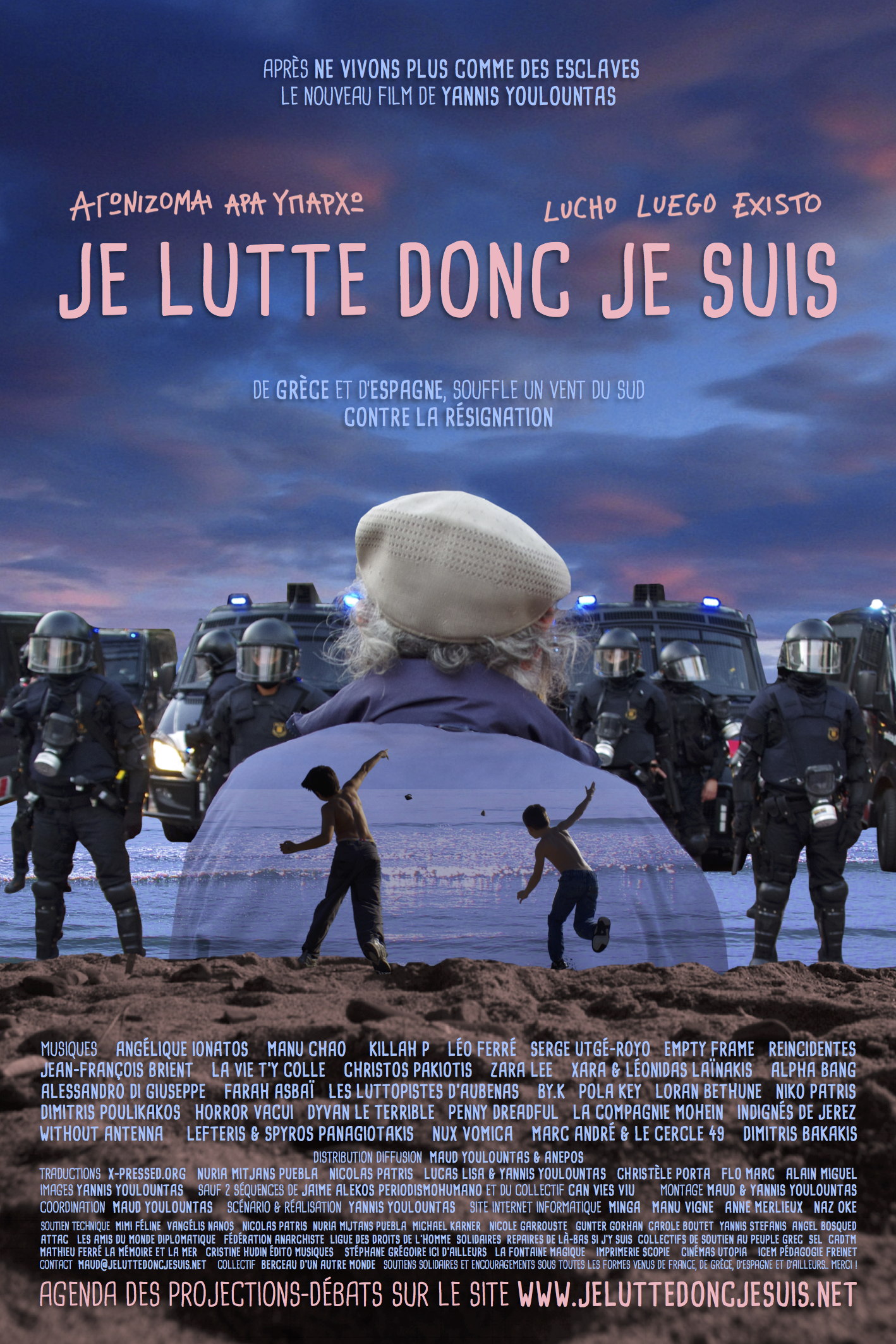
Cartel de la película

Lucho, pues existo es un documental de Yannis Youlountas que salió en septiembre de 2015. El título está inspirado en el aforismo de René Descartes Pienso, luego existo. Ha sido distribuido fuera de las grandes cadenas de distribución cinematográfica y la película ha tenido un gran éxito popular, habiendo sido visionada en numerosas salas, lugares y festivales militantes e independientes en Francia y en el extranjero. Dónde recibió dos premios.

## Sinopsis
La película da una visión de las luchas que hubo en Grecia, España y otras partes de Europa con el movimiento de los indignados y las políticas de austeridad. Se trata de un viaje musical que va de un extremo al otro del Mediterráneo, yendo al encuentro de movimientos de resistencia, de zonas en luchas y de utopía.

## Ficha técnica
- Realización : Yannis Youlountas
- Guion : Maud y Yannis Youlountas
- Coproducción :
- Traducciones :
- Músicas : Manu Chao, Angélique Ionatos, Léo Ferré, Serge Utgé-Royo, Killah P (Pávlos Fýssas), Alessandro Di Giuseppe...
- Coordinación, difusión :
- Tipo : documental
- Duración : 88 minutos
- Formato : 16/9

## Participantes
Las personas que intervienen en el documental son los personajes reales.
- Diego Cañamero, activista y sindicalista andaluz.
- Gabriel Colletis, profesor de economía en la universidad Toulouse-I-Capitole.
- Juan Manuel Sánchez Gordillo, político andaluz, alcalde de Marinaleda, sindicalista y profesor de historia.
- Angélique Ionatos, cantante griega.
- Stathis Kouvelakis, profesor en filosofía política al King's College de Londres, antiguo miembro del comité central de SYRIZA.
- Dimitris Papachristos, periodista griego, figura de la insurrección de noviembre de 1973 contra la dictadura de los Coroneles. "Él, es el héroe nacional que, en 1973, cantó el himno nacional griego con el micro cuando los tanques intentaban entrar en la Escuela politécnica. Un símbolo de la resistencia."[6]
- Dimitris Poulikakos (en), actor y cantante griego, que se opuso a la dictadura de los Coroneles.
- Éric Toussaint, cofundador de la red internacional del Comité para la Anulación de la Deuda del Tercer Mundo y coordinador de la Comisión de la Verdad sobre la Deuda griega en 2015.

## Seleccionada en Festivales
- 12.º festival Tierras de aguantes, Martigues, 3-6 de septiembre de 2015[7]
- Festival Encuentros AD HOC, Mirabel y Blacons, 9-13 de septiembre de 2015[8]
- Festival del Libro y de la película, Mouans-Sartoux, 2-4 de octubre de 2015[9]
- 5.º festival del Documental Político y Social, Merlieux, 7-8 de noviembre de 2015[10]
- 15.º festival Cine Mediterráneo, Bruselas, 4-11 de diciembre de 2015[11]
- 7.º festival de la película militante y libertario, Chambéry, 16-17 de enero de 2016[12]
- 3.º ciné festival Tierra y porvenir, Salón de Provenza, 20-27 de enero de 2016,[13][14]
- Festival Memorias de Aguante, Digne-les-Bains, 27-30 de enero de 2016[15]
- Festival 1,2,3 Sol, Châteaubriant, 28 de febrero-7 de marzo de 2016[16]
- Festival Diversidad, Borgoña Franco Condado, 23 de marzo-8 de abril de 2016[17]
- 8.º festival de San Martín, St-Martin-de-Valamas, 25 de marzo-5 de abril de 2016[18]
- 10.º festival ciné de ATTAC, Mont-de-Marsan, 29 de marzo-2 de abril de 2016[19]
- 10.º festival de la película antifascista, Reims y Epernay, 3-18 de mayo de 2016[20]
- Festival Orígenes, Vernoux-en-Vivarais y València, 3 de junio-3 de julio de 2016[21]
- 7.º festival Imágenes y palabres, Tailhac, 8-10 de julio de 2016[22]
- #20.º edición del festival de películas Aguantes, Foix, 8-16 de julio de 2016[23]
- 7.º festival internacional para la democracia directa, Tesalónica, 7-9 de septiembre de 2016

## En torno a la película
La película está disponible en licencia abierta, con la licencia Creative Commons 3.
La película se estrenó el 21 de agosto de 2015, durante una proyección de fragmentos para los 600 miembros del 52.º congreso del ICEM-Pedagogía Freinet en Aix-en-Provence. La recepción fue tal que el congreso adoptó el lema "Lucho, pues existo" y la Humanidad tituló su reportaje : "Los militantes Freinet defienden la escuela del Lucho, pues existo".
El 2 de abril de 2016, la película recibió el premio Ciné de ATTAC 2016 (Grain de Sable de oro) a Mont-de-Marsan.
El 19 de abril de 2016, la película fue proyectada en el marco de la Nuit debout nîmoise.
Durante la primavera de lucha contra la Ley del Trabajo en Francia,  la película fue proyectada regularmente y gratuitamente en plazas y en lugares ocupados, el eslogan "Lucho pues existo" aparece frecuentemente sobre las paredes, entre los principales grafitis (al igual que el eslogan "No vivimos Más Como Esclavos", también inspirado por las luchas en Grecia).
El 4 de octubre de 2016, la película recibió la distinción de "Película solidaria" por la Liga de los Derechos del Hombre a Orly, por su apoyo financiero y sus acciones en una treintena de espacios autogestionados en Grecia y en Andalucía, a veces junto al Colectivo solidario Francia Grecia para la salud.

## Crítica
- reporterre.fr : « Sin estreno nacional ni campaña de publicidad, pero con una gira a través de Francia, encuentra un verdadero éxito, el realizador prueba también que es posible hacer el cine de otro modo. Referencia vacía (ayuda).[34]

## Galería de imágenes

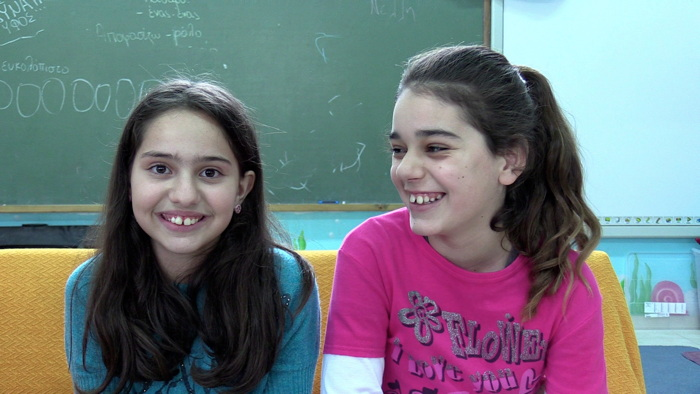
Constantina y Amur, dos jóvenes personajes de la película, a Fourfouras (Creta)
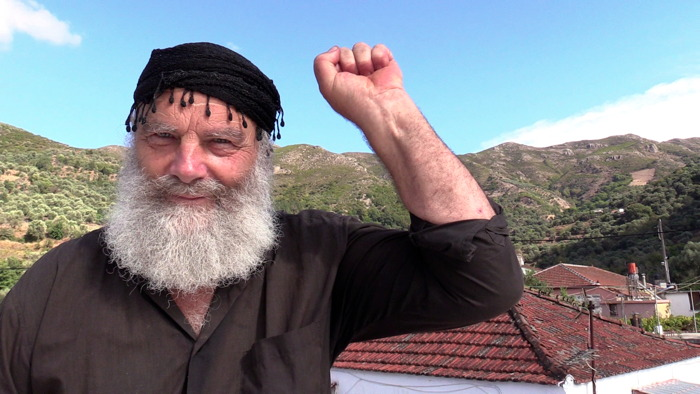
Fragkos, un personaje de la película, a Paleia Roumata (Creta)
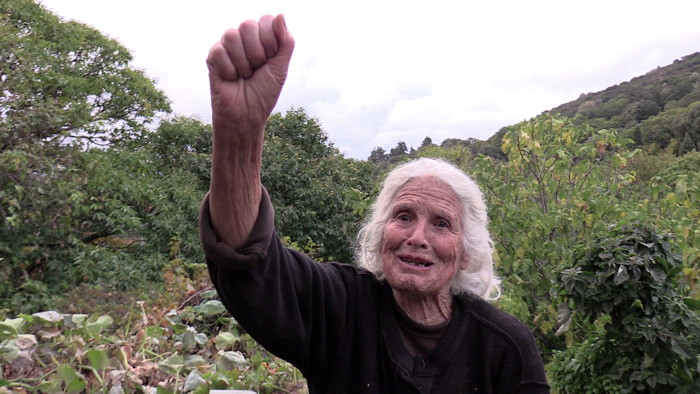
Kriti, un personaje de la película, a Paleia Roumata (Creta).
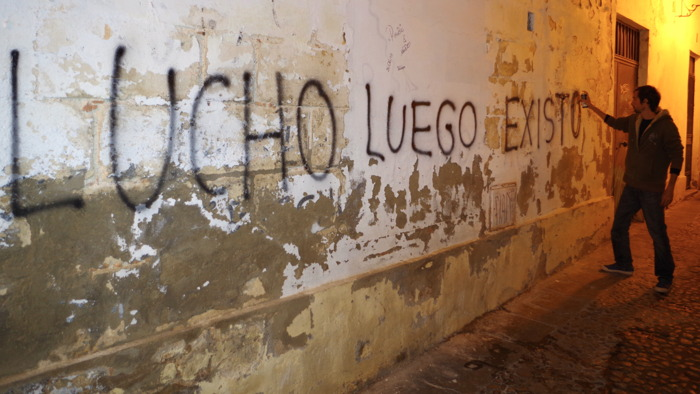
Tag Lucho luego existo (Castellano), a Jerez de la Frontera (Andalucía)
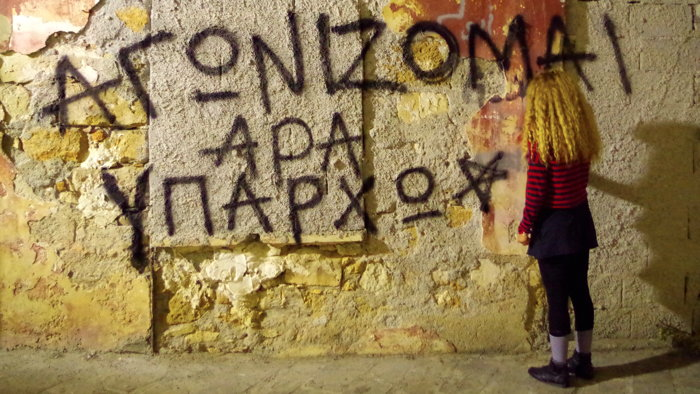
Tag Lucho pues estoy en griego, a Chania (Creta)

### Vínculos internos
- Cine griego